# Rudding Park
Rudding Park est une maison de campagne de style Regency classée Grade I à Harrogate, Yorkshire du Nord, Angleterre.
Elle est située dans un domaine de 2 000 acres (8,09371284 km2) à Follifoot à la périphérie sud de Harrogate. Il s'agit d'un bâtiment de deux étages en pierre de taille avec un toit en ardoise de Westmorland, conçu dans le style des Wyatt par un architecte inconnu.

## Histoire
Rudding Park fait à l'origine partie de la forêt de Knaresborough et conserve encore certains des chênes centenaires. Au début du XVIIIe siècle, Rudding appartient tour à tour à MM. Williamson de Wetherby, Craddock, James Collins (qui agrandit la maison et plante des avenues dans le parc) et Thomas Wilson. En 1788, Alexander Wedderburn (1er comte de Rosslyn), futur Lord Chancelier, acquiert le domaine et fait appel au paysagiste Humphry Repton pour remodeler le jardin.

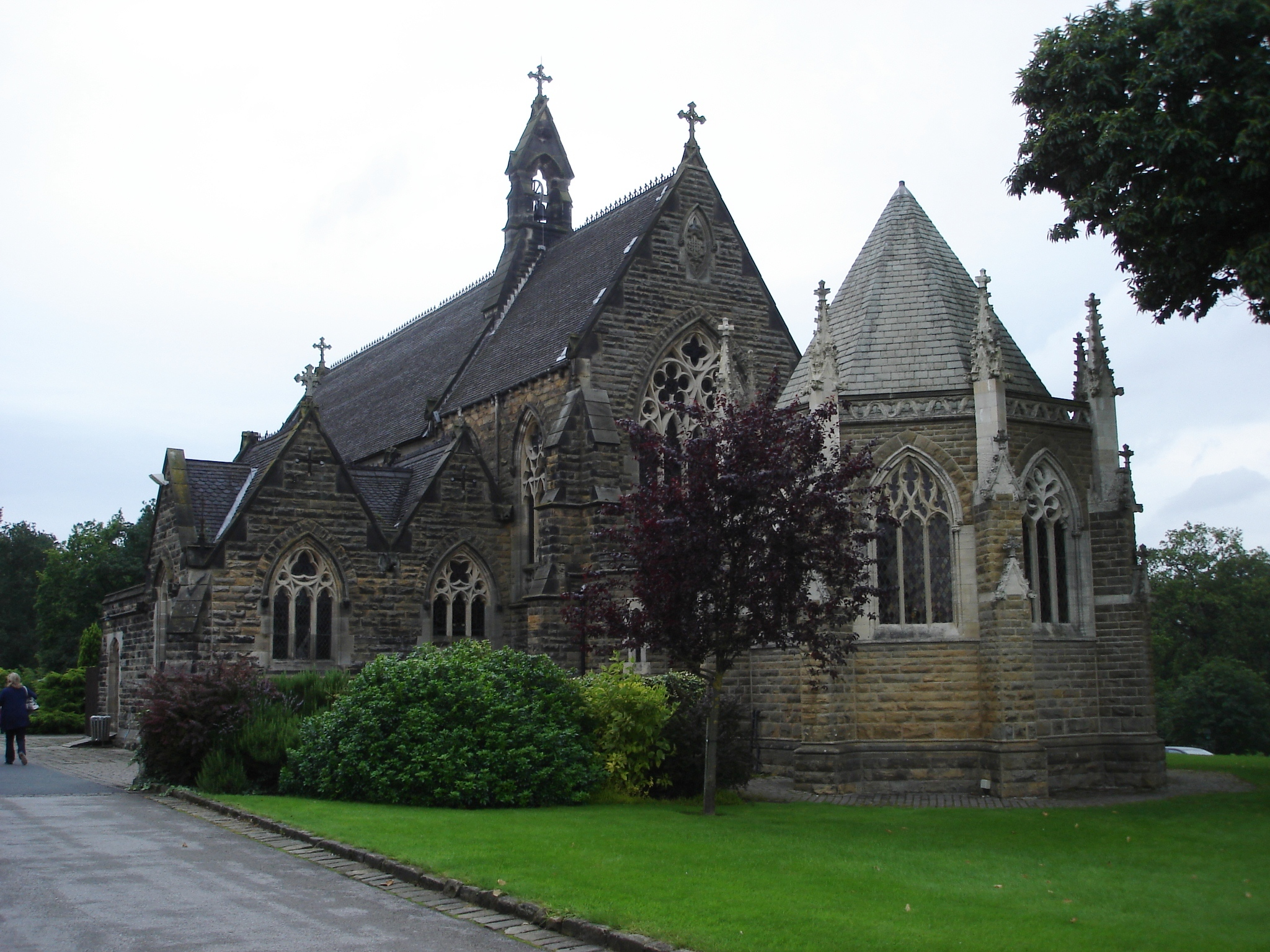
Chapelle, Rudding Park

En 1805, le domaine est acheté par l'hon. William Gordon qui démolit la maison d'origine et commande la construction de la maison actuelle dans un nouvel emplacement. En 1824, le domaine est vendu à Sir Joseph Radcliffe, baronnet avec la nouvelle maison encore inachevée. Il engage l'architecte Robert Chantrell pour superviser son achèvement. Une fois achevée, la maison se compose de deux étages, sans deuxième étage ni grenier, et est faite de pierre de taille avec un toit en ardoise Westmorland. L'architecte londonien AE Purdie conçoit une chapelle néo-gothique qui est construite en 1874 pour Sir Percival Radcliffe, le 3e baronnet. La chapelle a la taille d'une église paroissiale et est construite en granit et en albâtre d'Aberdeen. Plusieurs générations de la famille Radcliffe occupent ensuite la maison pendant 150 ans.
En 1972, le domaine est acquis pour 1,2 million de livres sterling par John Howard Mackaness, propriétaire foncier, homme d'affaires et maître des foxhounds. La famille Mackaness en reste propriétaire jusqu'à nos jours. Ces derniers temps, le domaine s'est fortement développé, avec l'ouverture du parc de vacances Rudding en 1973 et l'utilisation de la maison comme centre de conférence et de banquet en 1987. Au début des années 1980, les bâtiments agricoles redondants au nord du site sont vendus pour un lotissement privé appelé Rudding Dower. Un parcours de golf de 18 trous est ouvert en 1995. En 2010, une extension, l'aile Follifoot, est construite avec 40 chambres supplémentaires. En mai 2017, un nouveau bâtiment de spa est achevé.